# Парламентские выборы в Гватемале (1925)
Парламентские выборы в Гватемале прошли в декабре 1925 года. В результате Либеральная партия получила все 69 мест Конгресса. Либеральная партия имела серьёзную оппозицию только в 15 округах. В столице Гватемале Либеральная партия получила 3 289 голосов, Прогрессивная либеральная партия - 506, а Консервативная партия - 178. Прогрессивная либеральная партия заявляла, что за неё проголосовало 90% избирателей, но либеральное правительство не считало голоса против него.

## Предвыборная обстановка
Эти выборы стали первым настоящим испытанием Прогрессивной либеральной партии, которая выдвинула своих кандидатов во всех избирательных округах. Наоборот, Консервативная партия потерпела поражение.

## Результаты
| Партии и альянсы                   | Голоса | %   | Места |
| ---------------------------------- | ------ | --- | ----- |
| Либеральная партия                 |        |     | 69    |
| Прогрессивная либеральная партия   |        |     | 0     |
| Консервативная партия              |        |     | 0     |
| Недействительных/пустых бюллетеней |        | -   | -     |
| Всего                              |        | 100 | 69    |